# 韩进 (1959年)
韩进（1959年9月—），男，辽宁营口人，中华人民共和国政治人物。北京师范大学物理系毕业。

## 生平
1977年3月参加工作。1978年2月，任北京师范大学物理系物理专业学生。1982年2月，任国家教委计划财务司干部。1989年1月加入中国共产党。1989年5月，任国家教委计划建设司计划一处副处长。1993年9月，任国家教委计划建设司事业计划处处长。1997年3月，任国家教委计划建设司副司长。1998年8月，任中华人民共和国教育部发展规划司副司长。2004年12月，任教育部发展规划司司长。
2010年11月，任中共黄冈市委副书记（正厅级）。2011年3月，任中共鄂州市委副书记、代市长、市长。
2013年2月，任武汉大学党委书记，至2023年2月卸任。